# ベルナデッテ・グラフ
ベルナデッテ・グラフ（Bernadette Graf 1992年6月25日 - ）は、オーストリアのチロル州出身の柔道選手。身長175cm。階級は70kg級及び78kg級。コーチは1996年アトランタオリンピックの86kg級で銅メダルを獲得したドイツのマルコ・スピットカ。63kg級のカトリン・ウンターヴルツァッハーは長年の親友であり、トレーニングパートナーでもある。

## 人物
柔道は6歳の時に始めた。2008年にはヨーロッパカデ柔道選手権大会70kg級で3位になった。2009年のヨーロッパジュニアでは3位だった。2011年のヨーロッパジュニアで優勝すると、世界ジュニアでは全8階級の内、日本選手以外で唯一の優勝を飾った。2013年にはヨーロッパ選手権で3位になると、グランドスラム・モスクワでは優勝を飾った。2014年のヨーロッパ選手権でも3位になった。2015年のヨーロッパ競技大会でも3位だった。世界選手権では準決勝でスペインのマリア・ベルナベウに指導2で敗れると、3位決定戦でもコロンビアのジュリ・アルベアルに技ありで敗れて5位に終わった。2016年のリオデジャネイロオリンピックでは5位に終わった。その後78kg級に階級を上げると、2017年のグランプリ・フフホトで優勝した。2021年7月に日本武道館で開催された東京オリンピックでは2回戦で敗れた。その後階級を70㎏級に戻すと、2022年のグランドスラム・アンタルヤでは2位になった。2023年5月に現役引退を表明した。

## 主な戦績
70kg級での戦績
- 2008年 - ヨーロッパカデ柔道選手権大会　3位
- 2009年 - ヨーロッパジュニア　3位
- 2009年 - 世界ジュニア　7位
- 2010年 - ヨーロッパジュニア　5位
- 2011年 - ヨーロッパジュニア　優勝
- 2011年 - 世界ジュニア　優勝
- 2012年 - ワールドカップ・サンサルバドル　優勝
- 2012年 - ワールドカップ・イスタンブール　3位
- 2012年 - グランプリ・アブダビ　2位
- 2013年 - グランプリ・サムスン　3位
- 2013年 - ヨーロッパ選手権　3位
- 2013年 - ワールドマスターズ　7位
- 2013年 - グランドスラム・モスクワ　優勝
- 2014年 - ヨーロッパ選手権　3位
- 2014年 - グランプリ・ハバナ　2位
- 2014年 - パンナムオープン・サンサルバドル　優勝
- 2014年 - グランプリ・アスタナ　優勝
- 2014年 - グランプリ・タシュケント　2位
- 2014年 - グランドスラム・アブダビ　2位
- 2014年 - グランプリ・青島　3位
- 2015年 - ヨーロッパオープン・オーバーヴァルト　優勝
- 2015年 - グランドスラム・バクー　3位
- 2015年 - ワールドマスターズ　5位
- 2015年 - ヨーロッパ競技大会　3位
- 2015年 - グランプリ・ウランバートル　優勝
- 2015年 - グランドスラム・チュメニ　5位
- 2015年 - 世界選手権　5位
- 2016年 - グランプリ・デュッセルドルフ　優勝
- 2016年 - ヨーロッパ選手権　7位
- 2016年 -　ワールドマスターズ　2位
- 2016年 - リオデジャネイロオリンピック 5位

78kg級での戦績
- 2017年 - ヨーロッパオープン・クルジュ＝ナポカ　優勝
- 2017年 -　グランプリ・フフホト　優勝
- 2018年 - グランプリ・タシュケント　2位
- 2019年 - ヨーロッパオープン・オーバーヴァルト　優勝
- 2019年 - グランドスラム・デュッセルドルフ　3位
- 2019年 - グランドスラム・エカテリンブルグ　3位
- 2019年 - ヨーロッパ競技大会団体戦　3位
- 2019年 - グランプリ・タシュケント　優勝
- 2020年 -　グランプリ・テルアビブ　　2位

70kg級での戦績
- 2022年 -　グランドスラム・アンタルヤ　2位

(出典、JudoInside.com)